# Калпак
Калпакът (на турски: kalpakна казахски: қалпақ) е мъжка висока кожена шапка с косъма навън. Традиционна за българското землище, като негови разновидности се носят и в Турция, Иран, Кавказ и Централна Азия. Често се бърка или смесва, като се приема и за сръбска народна шапка, но това идва от разпространението му из западните български земи. За сръбска народна шапка се счита шайкачът.